# Педіофобія

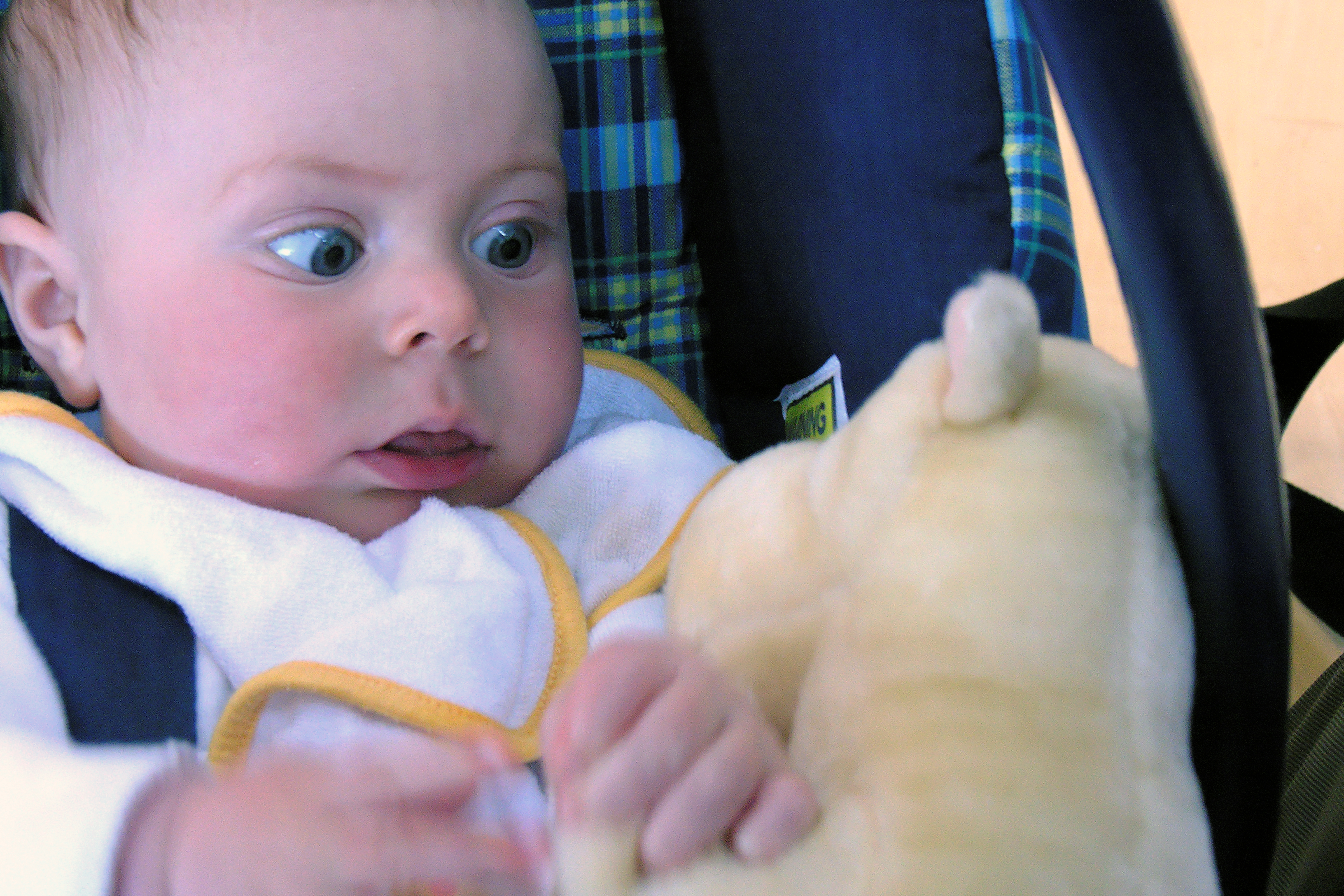
Переляк дитини перед лялькою.

Педіофобія — ірраціональний переляк перед будь-якими ляльками, тобто перед штучною імітацією живих істот.
Педіофоби також бояться роботів і манекенів. На думку Фрейда, цей розлад міг виникнути на ґрунті дитячих переляків перед ожилими ляльками.